# 陕父
陕父，高句丽初年大臣，官至大辅。
瑠璃明王二十二年，冬季十月，瑠璃王迁都到国内城，修筑尉那岩城。十二月，瑠璃王在质山的北面打猎，五天没有返回。大辅陜父劝谏说：“国王刚刚迁都，百姓不能安居。应当勤勉努力，把刑罚政令之事放在心上体恤关怀，却不考虑这些，驰骋打猎，长时间不返回，如果不改过自新，臣担心政事荒废、百姓离散，先王（朱蒙）的基业会毁于一旦。”瑠璃王听了这话，非常愤怒，罢免了陜父的官职，让他去管理宫廷园林。陜父愤恨不已，离开高句丽，前往南方三韩地区。